# Élections législatives de 1973 dans la 12e circonscription du Nord
 (avril 2024).
La mise en forme du texte ne suit pas les recommandations de Wikipédia : il faut le « wikifier ».
Les points d'amélioration suivants sont les cas les plus fréquents. Le détail des points à revoir est peut-être précisé sur la page de discussion.
- Les titres sont pré-formatés par le logiciel. Ils ne sont ni en capitales, ni en gras.
- Le texte ne doit pas être écrit en capitales (les noms de famille non plus), ni en gras, ni en italique, ni en « petit »…
- Le gras n'est utilisé que pour surligner le titre de l'article dans l'introduction, une seule fois.
- L'italique est rarement utilisé : mots en langue étrangère, titres d'œuvres, noms de bateaux, etc.
- Les citations ne sont pas en italique mais en corps de texte normal. Elles sont entourées par des guillemets français : « et ».
- Les listes à puces sont à éviter, des paragraphes rédigés étant largement préférés. Les tableaux sont à réserver à la présentation de données structurées (résultats, etc.).
- Les appels de note de bas de page (petits chiffres en exposant, introduits par l'outil «  Source ») sont à placer entre la fin de phrase et le point final[comme ça].
- Les liens internes (vers d'autres articles de Wikipédia) sont à choisir avec parcimonie. Créez des liens vers des articles approfondissant le sujet. Les termes génériques sans rapport avec le sujet sont à éviter, ainsi que les répétitions de liens vers un même terme.
- Les liens externes sont à placer uniquement dans une section « Liens externes », à la fin de l'article. Ces liens sont à choisir avec parcimonie suivant les règles définies. Si un lien sert de source à l'article, son insertion dans le texte est à faire par les notes de bas de page.
- La présentation des références doit suivre les conventions bibliographiques. Il est recommandé d'utiliser les modèles {{Ouvrage}}, {{Chapitre}}, {{Article}}, {{Lien web}} et/ou {{Bibliographie}}. Le mode d'édition visuel peut mettre en forme automatiquement les références.
- Insérer une infobox (cadre d'informations à droite) n'est pas obligatoire pour parachever la mise en page.

Pour une aide détaillée, merci de consulter Aide:Wikification.
Si vous pensez que ces points ont été résolus, vous pouvez retirer ce bandeau et améliorer la mise en forme d'un autre article.
Les élections législatives françaises de 1973 dans la 12e circonscription du Nord se déroulent les 4 et 11 mars 1973.

## Circonscription
À la suite de l'ordonnance n°58-945 du 13 octobre 1958 relative à l'élection des députés à l'assemblée nationale, la douzième circonscription du Nord était créée et regroupait les divisions administratives suivantes : canton de Bergues, canton de Bourbourg, canton de Cassel, canton d'Hondschoote, canton de Steenvoorde et le canton de Wormhout.

## Contexte
Lors de ce scrutin, le député sortant de la 12e circonscription du Nord, Maurice Cornette (RPR) est candidat à sa réélection et fait face à Jean Varlet (PS), maire et conseiller général de Bourbourg, Charles de Clermont-Tonnerre (MR), André Berteloot (PCF), Marc Vandenbeusch (DVD) et Marius Tillard (DVD).

## Résultats[2]
Ce scrutin voit la deuxième réélection de Maurice Cornette comme député du Nord et ouvre son troisième mandat à la chambre basse du Parlement français.
- Député sortant : Maurice Cornette (RPR)

| Candidat       | Candidat                       | Parti          | Premier tour | Premier tour | Second tour | Second tour |  |
| Candidat       | Candidat                       | Parti          | Voix         | %            | Voix        | %           |  |
| -------------- | ------------------------------ | -------------- | ------------ | ------------ | ----------- | ----------- |  |
|                | Maurice Cornette sortant réélu | UDR (URP)      | 16 042       | 43,11        | 21 206      | 57,66       |  |
|                | Jean Varlet                    | PS (UGSD)      | 11 269       | 30,29        | 15 569      | 42,34       |  |
|                | Charles de Clermont-Tonnerre   | MR             | 3 577        | 9,61         |             |             |  |
|                | André Berteloot                | PCF            | 2 863        | 7,69         |             |             |  |
|                | Marc Vandenbeusch              | Divers droite  | 1 884        | 5,06         |             |             |  |
|                | Marius Tillard                 | Divers droite  | 1 574        | 4,23         |             |             |  |
|                |                                |                |              |              |             |             |  |
| Inscrits       | Inscrits                       | Inscrits       | 42 202       | 100,00       | 42 202      | 100,00      |  |
| Abstentions    | Abstentions                    | Abstentions    | 3 963        | 9,39         | 4 297       | 10,18       |  |
| Votants        | Votants                        | Votants        | 38 239       | 90,61        | 37 905      | 89,82       |  |
| Blancs et nuls | Blancs et nuls                 | Blancs et nuls | 1 030        | 2,69         | 1 130       | 2,98        |  |
| Exprimés       | Exprimés                       | Exprimés       | 37 209       | 97,31        | 36 775      | 97,02       |  |